# Коммунистическая партия острова Мэн
Коммунистическая партия острова Мэн (мэн. Partee Commynagh Vannin, англ. Communist Party of Mann) — коммунистическая партия, существующая на острове Мэн.
Основана в 1960-е годы. В англоязычных источниках называлась англ. Manx Communist Party. В течение десятков лет не проявляла активной деятельности.
Восстановлена 1 мая 2005 года на Первом съезде партии.
Партия выступает против английской оккупации острова, вплоть до его полной независимости, против цензуры, сокращения рабочих мест и сокращение социальных благ на острове, против изменения в законах о промышленных отношениях.
В международных отношениях партия выступает против прямого вмешательства США и их союзников на Ближнем Востоке и во всём мире, против глобализации, которая делает «богатых богаче и бедных беднее».
В 2006 часть учредителей партии вышли из неё.